# Чеський квартет
Чеський квартет (чеськ. České kvarteto) — один з провідних європейських камерних ансамблів початку XX століття.

## Історія
Квартет був заснований чотирма молодими музикантами, які щойно закінчили Празьку консерваторію, і при першому виступі 22 жовтня 1892 роки так і називався «Випускники Празької консерваторії» («Absolventi pražské konservatoře»); помітний успіх виступу змусив учасників підібрати поважнішу назву.
Квартет широко гастролював по всій Європі (в тому числі в 1895 в Росії), пропагуючи чеську камерну музику. Цілий ряд видатних творів, в тому числі пізні квартети Антоніна Дворжака і Леоша Яначека, були написані спеціально для Чеського квартету або виконані ним вперше. Близькі стосунки склалися з Чеським квартетом і у Сергія Танєєва, який присвятив музикантам свій четвертий квартет.
Чеський квартет припинив своє існування в 1934 році після смерті альтиста Їржи Геролда.

## Склад квартету
Перша скрипка:
- Карел Гофман

Друга скрипка:
- Йозеф Сук (1891–1933)
- Станіслав Новак (1933–1934)

Альт:
- Оскар Недбал (1891–1906)
- Лайонел Тертіс (1906)
- Їржи Геролд (1906–1934)

Віолончель:
- Отто Бергер (1891–1894)
- Гануш Віган (1894–1914)
- Ладислав Зеленка (1914–1934)